# Kleruchus olivaceus
Kleruchus olivaceus är en mångfotingart som beskrevs av Carl Graf Attems 1938. Kleruchus olivaceus ingår i släktet Kleruchus och familjen Siphonorhinidae. Inga underarter finns listade i Catalogue of Life.